# Journal of Pharmacy and Pharmacology
Journal of Pharmacy and Pharmacology (J. Pharm. Pharmacol., JPP, Журнал фармации и фармакологии, ISSN (эл.): 2042-7158) — ежемесячный рецензируемый журнал фармацевтических наук.
Официальный журнал Королевского фармацевтического общества Великобритании.
Выходит с 1870 года.
Импакт-фактор превышает 2.
Включен в Index medicus (MEDLINE), а также в CAB Abstracts, Chemical Abstracts, EMBASE/Excerpta Medica, Scopus, OCLC ArticleFirst, Thomson Reuters Databases, Zetoc и др.
Редактор — Д. Джонс (Университет Квинс в Белфасте, Северная Ирландия).
Согласно ISI, в 2016 году занимает 130 место из 256 журналов в категории фармакологии и фармации.
С 1949 года стал ежемесячным.